# Лека нощ, възрастни!..
„Лека нощ, възрастни!..“ е български 27-сериен телевизионен игрален филм от 1972-1980 година на режисьорите Васил Цонев и Константин Джидров, по сценарий на Васил Цонев. Оператор и художник е Константин Джидров. Музиката във филма е на композитора Вили Казасян.

## Серии
- 1. серия – „Приказка за красавицата“ (1972) – 11 минути
- 2. серия – „Райската птица“ (1980) – 11 минути
- 3. серия – „Разболя се Катя“ (1980) – 8 минути
- 4. серия – „Има ли Бог...“ (1979) – 10 минути
- 5. серия – „Дайте равноправие на мъжете“ (1979) – 10 минути
- 6. серия – „Изобретение“ (1979) – 9 минути
- 7. серия – „При изпълнение на служебния дълг“ (1979) – 8 минути
- 8. серия – „Мъгла до мъгла... дявол до дявол“ (1979) – 8 минути
- 9. серия – „Защо не беше изгорен Бруно Джорданов“ (1979) – 8 минути
- 10. серия – „Приказка за кокошката“ (1979) – 13 минути
- 11. серия – „Рутина“ (1979) – 10 минути
- 12. серия – „Стрелба с въдица“ (1979) – 12 минути
- 13. серия – „Гърмидолски“ (1979) – 18 минути
- 14. серия – „Научна фантастика“ (1979) – 11 минути
- 15. серия – „Страхливецът“ (1978) – 8 минути
- 16. серия – „Нютон“ (1978) – 11 минути
- 17. серия – „Експериментът“ (1978) – 12 минути
- 18. серия – „Ерзаци“ (1978) – 12 минути
- 19. серия – „Директор за координация и триангулация“ (1978) – 11 минути
- 20. серия – „Изкупителна жертва“ (1978) – 9 минути
- 21. серия – „Ало“ (1978) – 9 минути
- 22. серия – „Хорица“ (1978) – 9 минути
- 23. серия – „Мил човек“ (1978) – 11 минути
- 24. серия – „Стоян и птиците“ (1979) – 11 минути
- 25. серия – „Село Грандоманци“ (1979) – 14 минути
- 26. серия – „Концерт“ (1979) – 8 минути
- 27. серия – „Машина против бюрокрация“ (1979) – 8 минути [1].

## Актьорски състав
| Роля | Изпълнител          |
| --- | ------------------- |
| красавицата | Вера Среброва       |
| ухажорът / журналистът Петров / дявол / критикът / директорът Гърмидолски | Кирил Кавадарков    |
| съпругът / Спас „Шарана“ / въдичарят / директорът / лекарят / уличният певец / кметът на Грандоманци | Тодор Колев         |
| художествен съвет /Катя / директорката / младата жена / служителка / граф Моргернщерн | Елена Мирчовска     |
| художествен съвет / дете / момчето | Мадлен Чолакова     |
| художествен съвет / дете / директорка на институт | Силва Аврамова      |
| разказвачката / директорката | Румяна Първанова    |
| Райската птица | Кармен Чепишева     |
| мъжът / дявол / Великия инквизитор / приятелят на Мария / минувачът / разказвачът / служител / архитектът / журналистът / докладчикът / главен редактор на в-к „Стършел“ / директорът / пациентът / проектантът / журналистът Петров | Светослав Пеев      |
| царедворка | Томаица Петева      |
| Ана, съученичка на Спас „Шарана“ | Татяна Лолова       |
| пазачът | Кирил Варийски      |
| журналистът / Бруно Джорданов / продавачът | Асен Кисимов        |
| китайския император / дявол / Сотир, заместникът на Гърмидолски / Исак Нютон | Коста Карагеоргиев  |
| изобретателят / продавачът / дявол | Димитър Манчев      |
| дявол | Стефан Мавродиев    |
| дявол | Иван Обретенов      |
| | Васил Попов         |
| царедворка | Татяа Цанева        |
| царедворка | Румяна Коцева       |
| научна сътрудничка | Красимира Петрова   |
| Иван Шишков / специалистът / пазачът / служител / служителят Игнатов | Константин Коцев    |
| председателката на профкомитета | Ева-Мария Радичкова |
| служител | Климент Денчев      |
| | Анета Сотирова      |
| | Силвия Рангелова    |
| Стоян | Васил Цонев         |